# Darosava
Darosava (en serbe cyrillique : Даросава) est une localité de Serbie située dans la municipalité d'Aranđelovac, district de Šumadija. Au recensement de 2011, elle comptait 1 819 habitants.
Darosava est officiellement classée parmi les villages de Serbie.

## Démographie

### Évolution historique de la population
| 1948  | 1953  | 1961  | 1971  | 1981  | 1991  | 2002  | 2011  |
| ----- | ----- | ----- | ----- | ----- | ----- | ----- | ----- |
| 2 602 | 2 358 | 2 474 | 2 526 | 2 426 | 2 095 | 2 023 | 1 819 |

|  |